# Készen állsz?
A Készen állsz? (eredeti cím: Ready for This) ausztrál televíziós filmsorozat, amelyet Daina Reid, Adrian Russell és Wills Tony Krawitz rendezett. A zenéjét Dave McCormack szerezte, a producerei Miranda Dear és Joanna Werner voltak. A Blackfella Films és a Werner Film Productions készítette. Ausztráliában az ABC3 vetítette, Magyarországon a Megamax sugározta.

## Szereplők
| Szereplő               | Színész              | Magyar hang |
| ---------------------- | -------------------- | ----------- |
| Alice                  | Holly Kingston       |             |
| Ava Ban                | Majeda Beatty        |             |
| Bridie                 | Airlie Dodds         |             |
| Coach Beaton           | Carla Bonner         |             |
| Dave                   | Ryan Johnson         |             |
| DJ Visage              | Christian Charisiou  |             |
| Dylan Brockman         | Liam Talty           |             |
| Garrett                | Harrison Saunders    |             |
| Jasmine                | Bonnie Ferguson      |             |
| Jasper                 | Steve Brazel         |             |
| Jimmy Baxter           | Bruce R. Carter      |             |
| kutyát sétáltató hölgy | Liz Doran            |             |
| Levi Mackay            | Aaron L. McGrath     |             |
| Lily Carney            | Leonie Whyman        |             |
| Little Lily            | Ti-Alee Pitt Compton |             |
| Mabel                  | Maggie Dence         |             |
| Macy                   | Tessa de Josselin    |             |
| Mick                   | Lasarus Ratuere      |             |
| Mr. Bott               | Hamish Michael       |             |
| Mrs. Melick            | Chloé Boreham        |             |
| Nat Brockman           | Jimi Bani            |             |
| Neville Preston        | Tony Briggs          |             |
| Reece Scott            | Christian Byers      |             |
| Vee                    | Christine Anu        |             |
| Zoe Preston            | Madeleine Madden     |             |

## Epizódok
| #   | Eredeti cím        | Magyar cím | Eredeti premier    | Magyar premier  | Író                       | Rendező              | Gyártási kód |
| --- | ------------------ | ---------- | ------------------ | --------------- | ------------------------- | -------------------- | ------------ |
| 1.  | Brand New Me       |            | 2015. október 5.   | 2016. május 16. | Liz Doran                 | Daina Reid           |              |
| 2.  | The Golden Sneaker |            | 2015. október 12.  | 2016. május 17. | John Bell                 | Daina Reid           |              |
| 3.  | The Solo           |            | 2015. október 19.  | 2016. május 18. | Liz Doran                 | Daina Reid           |              |
| 4.  | Shadow Boxing      |            | 2015. október 26.  | 2016. május 19. | Giula Sandler             | Daina Reid           |              |
| 5.  | Blank Canvas       |            | 2015. november 2.  | 2016. május 20. | Josh Mapleston            | Adrian Russell Wills |              |
| 6.  | Back On Track      |            | 2015. november 9.  | 2016. május 21. | Kristen Dunphy            | Adrian Russell Wills |              |
| 7.  | Fresh Meat         |            | 2015. november 16. | 2016. május 22. | Kirsty Fisher & Liz Doran | Adrian Russell Wills |              |
| 8.  | The Crocodile      |            | 2015. november 23. | 2016. május 23. | Josh Mapleston            | Tony Krawitz         |              |
| 9.  | The Birthday Party |            | 2015. november 30. | 2016. május 24. | Leah Purcell              | Adrian Russell Wills |              |
| 10. | It's Not You       |            | 2015. december 7.  | 2016. május 25. | Liz Doran                 | Tony Krawitz         |              |
| 11. | A Wonderful Day    |            | 2015. december 14. | 2016. május 26. | Steven McGregor           | Tony Krawitz         |              |
| 12. | Stage Fright       |            | 2015. december 21. | 2016. május 27. | Greg Waters               | Tony Krawitz         |              |
| 13. | My Life            |            | 2015. december 28. | 2016. május 28. | Liz Doran                 | Tony Krawitz         |              |